# Semne bune
Semne bune (1990) (titlu original Good Omens: The Nice and Accurate Prophecies of Agnes Nutter, Witch) este un roman nominalizat la premiul World Fantasy, scris în colaborare de scriitori englezi Terry Pratchett și Neil Gaiman.
Cartea este o comedie și o parodie a filmului din 1976 The Omen (ca și a altor cărți și filme ale genului), urmărind nașterea fiului lui Satan, sosirea sfârșitului lumii și încercările îngerului Aziraphale și ale demonului Crowley de a le îndepărta, deoarece s-au obișnuit cu viața lor confortabilă din lumea oamenilor. Un alt fir al acțiunii privește reunirea celor patru călăreți ai Apocalipsei - Războiul, Foametea, Profanarea (Molima s-a retras în 1936, odată cu descoperirea penicilinei) și Moartea - ultimul fiind descris într-o manieră similară celei folosite în seria de romane a lui Pratchett Lumea Disc și prezentându-se drept Azrael înainte de a pleca.

## Acțiunea romanului
Este vremea sfârșitului lumii: Apocalipsa se apropie, iar asupra rasei umane se va abate în curând Judecata de Apoi. Veștile acestea sunt destul de proaste pentru îngerul Aziraphale (care este îngerul Grădinii Edenului) și pentru demonul Crowley (care, atunci când a primit numele inițial de Crawly, a fost șarpele care a ispitit-o pe Eva să mănânce mărul), reprezentanții pe Pământ ai lui Dumnezeu și Satan, căci ei se obișnuiseră cu viețile lor liniștite, confortabile și, într-un fel pervers, începuse să le placă omenirea. Ca atare, fiind buni prieteni (în ciuda părerii că sunt polarităților opuse reprezentate de Bine și Rău), ei se hotărăsc să supravegheze împreună Antihristul destinat să devină fiul unui reputat diplomat american care lucrează în Marea Britanie și să se asigure că va crește într-un fel care îl va face incapabil să aleagă simplu între Bine și Rău și, ca atare, să amâne sfârșitul lumii.
Din nefericire, Warlock, copilul despre care toți cred că este Antihristul este, de fapt, un băiat normal de unsprezece ani. Beneficiind de un fel de schimb la naștere, adevăratul Antihrist este Adam Young, un băiat de unsprezece ani carismatic și cam căzut de pe altă planetă care, în ciuda faptului că este prevestitorul Apocalipsei, duce o viață perfect normală într-o familie tipic britanică și, ca atare, nu are habar de puterile sale. Pe măsură ce Adam își folosește în mod fericit și naiv puterile, creând în jurul său lumea din Just William (deoarece crede că așa ar trebui să fie viața unui copil englez), cursa pentru găsirea lui continuă - cei patru călăreți ai Apocalipsei se reunesc și incredibil de corecta (deși așa de clară încât e inutilă) profeție a lui Agnes Nutter, profetesa din secolul șaptesprezece, se împlinește cu repeziciune.
Agnes Nutter a fost o vrăjitoare din secolul al XVII-lea și singurul profet care a existat vreodată ale cărui profeții au fost în totalitate adevărate. A scris o carte intitulată The Nice and Accurate Prophecies of Agnes Nutter, Witch, o culegere de profeții care nu s-a vândut prea bine deoarece acestea nu erau spectaculoase, erau criptice și, destul de ironic, erau complet adevărate. De fapt, ea a publicat-o doar pentru a primi un exemplar gratuit ca autor al ei. Mai există doar un exemplar al cărții, care îi aparține descendentei ei, Anathema Device.  Agnes a fost arsă pe rug de mulțime (deoarece asta făceau mulțimile pe atunci); totuși, deoarece și-a prevăzut sfârșitul înflăcărat și a împachetat praf de pușcă și cuie în juponul ei, toți cei care au participat la arderea ei au fost uciși pe loc.
În cele din urmă, Anathema se alătură lui Newton Pulsifer, urmașul omului care i-a dat foc lui Agnes, pentru a folosi profeția și a-l găsi pe Antihrist. Din nefericire, asta încearcă să facă cu toții, iar timpul se apropie de sfârșit.

## Despre scrierea romanului
Gaiman și Pratchett se cunoșteau din 1985, iar ideea colaborării la acest roman le-a venit lor, nu editorului.
Neil Gaiman a spus: 
Pe vremea când am scris cartea, amândoi locuiam în Anglia. Ca o estimare, deși niciunul dintre noi nu a calculat exact, cred că Terry a scris vreo 60.000 iar eu vreo 45.000 de cuvinte din Semne bune. Terry s-a ocupat de acțiunea cu Adam și cu Ei, în timp ce eu am realizat partea de umplutură, dar planul acesta a căzut repede și, pe măsură ce ne-am apropiat de sfârșit, am schimbat personajele așa încât amândoi am scris despre toți până la urmă, dar apoi am rescris și adnotat fiecare munca celuilalt. Ne-am suflecat mânecile și am transformat prima ciornă în a doua (o sumedenie de cuvinte) și, până la sfârșit, niciunul dintre noi nu mai știa exact cine ce a scris. Într-adevăr, a fost plănuită în lungile convorbiri telefonice zilnice și în schimbul de dischete (iar asta se întâmpla în 1998, când dischetele erau de-a dreptul blestemate).
în timp ce Terry Pratchett a spus:
Cred că aceasta e o relatare corectă a procesului scrierii cărții Semne bune. A fost destul de ușor să urmărim munca deoarece făceam schimb de dischete și, pentru că eu eram Păzitorul Primei Copii Oficiale, pot spune că am scris cam două treimi din carte. Dar vorbeam zilnic la telefon, cel puțin o dată. Dacă îți vine o idee din discuția pe care o porți cu altcineva, a cui e ideea? Unul merge și scrie 2.000 de cuvinte după treizeci de minute de discuție la telefon, cum stau lucrurile cu adevărat? Eu am realizat cea mai mare parte a scrisului fizic deoarece: 
1. Trebuia. Neil avea de lucru la Sandman – eu puteam să fac o pauză din scrisul la Lumea Disc;
2. Unul dintre noi trebuia să fie editorul general și să facă toate lipiturile și adăugirile și, cum am mai spus, ne-am înțeles să fiu eu acela - dacă ar fi fost un roman ilustrat, Neil ar fi ocupat locul pentru același motiv;
3. Sunt un nenorocit egoist care a încercat să ajungă primul la părțile bune, înaintea lui Neil.

În primă fază, eu m-am ocupat de Adam și de Ei, iar Neil de cei patru călăreți, în timp ce restul a fost făcut de cine s-a nimerit - la sfârșit, multe pasaje fuseseră create de o creatură compusă numită Terryșineil, depinde care apăsa pe taste. Ne-am înțeles ca eu să fiu lăsat să spun că viața și moartea lui Agnes Nutter îmi aparțin în întregime. Neil reclamă cu mândrie larvele. În cele din urmă, e o carte scrisă de doi tipi care au împărțit banii în mod egal și au făcut-o ca să se distreze."

## Recepție
- Nominalizat la Premiul World Fantasy pentru Cel mai bun roman, 1991[1]
- premiul Locus pentru "Cel mai bun roman fantasy", 1991[1]

## Diferențe între versiuni
Ediția americană a cărții cuprinde numeroase modificări în text. Cea mai importantă este adăugarea unei secțiuni de 700 de pagini chiar înainte de sfârșit, povestind ce s-a întâmplat cu personajul Warlock, fiul diplomatului american, care a fost schimbat cu Adam. Ediția americană are în plus multe note de subsol care nu se regăsesc în ediția britanică.
Traducerea olandeză a cărții conține o prefață ironică scrisă de traducător, în care se precizează că nu au fost adăugate alte note de subsol pentru a clarifica nelămuririle pe care le poate avea cititorul modern - adnotată cu note de subsol explicând omen și Crowley.
În versiunea franceză, unora dintre personaje li s-au dat nume cu rezonanță franțuzească. Agnes Nutter a devenit Agnès Barge (Barge este franțuzescul pentru Nutter), Anathema Device a devenit Anthème Bidule (Bidule fiind franțuzescul pentru Device). Mai intersant, Crowley a devenit Rampa, după infamul autor al cărții The Third Eye, Lobsang Rampa. De menționat că editorul francez al cărții (J'Ai Lu) este și editorul cărților lui Lobsang Rampa.

## Continuare
668 - The Neighbour of the Beast urma să fie titlul continuării la Semne bune, dar, după mutarea lui Neil Gaiman în Statele Unite, Terry Pratchett și-a exprimat îndoiala că aceasta va mai fi scrisă. Neil Gaiman a afirmat ulterior același lucru într-un eseu intitulat Terry Pratchett: An Appreciation.

## Ecranizare
Ecranizarea cărții a fost planificată cu Terry Gilliam ca regizor. În 2002 Gilliam încă mai spera să realizeze ecranizarea pentru care avea deja scenariul, dar până în 2006 se pare că nu a ajuns nicăieri. Banii pentru proiect întârziau să apară, iar Gilliam a trecut la alte proiecte, filmul fiind șters din IMDB. S-a zvonit că Johnny Depp ar fi trebuit să îl joace pe Crowley, iar Robin Williams pe Aziraphale. Totuși, Neil Gaiman a afirmat pe site-ul său "Păi, Robin a mai lucrat cu Terry Gilliam și înainte, desigur, mai ales în celebrul film The Fisher King. Dar nu cunosc cine urma să joace în film (în afara lui Shadwell. Terry mi-a spus cine dorea el să-l joace pe Shadwell. I-am uitat imediat numele, dar sigur nu era Robin Williams)." În conformitate cu un interviu acordat în mai 2006 pentru The Guardian Hay Festival, Gilliam încă mai spera să continue proiectul ecranizării.
Chiar și în 2008, Gilliam era optimist, mai ales după succesele înregistrate de filmele Stardust și Beowulf. Citând dintr-un interviu acordat de Gilliam revistei Empire: "Eu și Neil ne-am gândit că, după Stardust, Beowulf și al treilea – un film animat după Coraline făcut de Henry Selick, m-am gândit să batem fierul cât e cald, așa că poate avem o șansă. Adică e o carte așa de frumoasă- Cred că scenariul e și el destul de bun. Am făcut câteva modificări. Nu am fost chiar atât de respectuoși pe cât ar fi trebuit, dar lui Neil îi place!"
Istoria plicticoasă a acestui proiect și experiențele similare ale lui Gaiman cz alte lucrări (incluzând seria The Sandman) l-au condus la o viziune cinică asupra procesului de la Hollywood, o viziune prezentată ocazional pe blogul său și în câteva povestiri. Terry Pratchett împărtășește o opinie similară, declarând "Diferența dintre atitudinea mea și a lui Neil legată de proiectele filmelor este că el nu crede că se vor finaliza până când nu ajunge să stea în fotoliu, mâncând popcorn, în timp ceu eu nu cred că se vor finaliza."
Terry Pratchett a avut și el alte experiențe similare cu Hollywood-ul, dar, de asemenea, ar fi încântat să vadă că filmul este făcut.